# Archeologiczny kompleks „Durankulak”
Kompleks archeologiczny „Durankulak” to złożony obiekt archeologiczny położony w rejonie jeziora Durankulak w pobliżu wsi Durankulak, w północno-wschodniej Bułgarii.
Najwcześniejsza faza kultury Hamangia (początek 5500–5400 p.n.e.) została odkryta tutaj i nazywana jest Blatnicą – dawną nazwą jeziora Durankulak. Niektórzy naukowcy do dziś przyjmują odkrycia dokonane w kompleksie archeologicznym Durankulak jako argument na rzecz hipotezy „potopu czarnomorskiego”, kataklizmu, który miał fatalne konsekwencje dla mieszkańców Wielkiej Wyspy (Golemija ostrov) i nosicieli późnoneolitycznej kultury Warna.
Badania archeologiczne w Durankulak rozpoczęły się w 1974 roku. Na ich czele stoją Henrietta Todorova, Kiril Botov i Todor Dimov. Po 2015 roku przewodzili im Ivan Vajsov i Vldimir Slavcev.

## Zabytki prehistoryczne
Wyniki badań archeologicznych pokazują, że:
- Najpierw zasiedlono południowo-zachodni brzeg dzisiejszego jeziora Durankulak, gdzie odkryto późnoneolityczną osadę z częściowo zagłębionymi, kopulastymi, parterowymi domostwami. Pierwsze osadnictwo w Dobrudży miało miejsce w okresie 5500/5400 – 5100/5000 p.n.e. Z tego czasu pochodzi również późnoneolityczna osada nad jeziorem Durankulak. Jest to najwcześniejsza faza Błotnica kultury Hamangia.

- Około 5100–5000 r. BC mieszkańcy opuszczają osadę na brzegu i osiedlają się na naturalnie chronionym półwyspie naprzeciw niej (dzisiejsza Wielka Wyspa o powierzchni około 20 arów). Tam zakładają nową, eneolityczną osadę, istniejącą od około 5100/5000 do 3800 r. BC. Jej budynki mają prostokątny plan, z krótszym bokiem od strony północy i południa, zorientowane zgodnie z kierunkami świata. Do tej pory zbadano tu 27 budynków, z których niektóre były zamieszkane przez rody liczące po 15–20 osób. Eneolityczne tellowe osiedle na Wielkiej Wyspie posiada osiem poziomów stratygraficznych. Dwa pierwsze (poziomy VIII i VII) pochodzą z wczesnego eneolitu – kultura Hamandżia. Kolejne cztery (poziomy VI – III) należą do późnego eneolitu – kultura Warna. W osadzie z wczesnego eneolitu, związanej z kulturą Hamangia, odkryto znaczący budynek publiczny (budynek 8), prawdopodobnie pałac i/lub świątynię, o powierzchni ponad 220 m². Fundamenty ścian budynków eneolitycznych wykonano z kamiennych płyt o zachowanej wysokości do 0,70 m, na których wzniesiono szerokie pasy z gliny. Niektóre budynki miały dach jednospadowy, ale większość – dwuspadowy. Pokrycie dachowe wykonywano z łodyg roślin bagiennych (trzciny), słomy i/lub siana. Powierzchnia prahistorycznych domów w Durankulaku wahała się od 80 do 250 m², a ich proporcje długości do szerokości wynosiły około 1:3. Większość budynków miała dwa główne pomieszczenia. Istnieje możliwość, że przestrzeń pod dachem częściowo lub całkowicie tworzyła drugie piętro. Wnętrza ścian były otynkowane oczyszczoną gliną. W jednym z reprezentacyjnych budynków (budynek 5/VII) odkryto ślady malowideł w kolorach mineralnych oraz geometryczne wzory. Budynki były oddzielone ulicami o szerokości 1,00–1,50 metra. W prahistorycznych osadach, zwłaszcza tych z późnego eneolitu (kultura Warna), odkryto budynki przylegające do siebie, z odstępem wynoszącym zaledwie 10–20 cm.

Eneolityczna ludność z Durankulaku uprawiała pszenicę, jęczmień, groch, soczewicę oraz hodowała zwierzęta domowe. Prowadziła handel wymienny, również z obszarem Morza Śródziemnego, skąd sprowadzała cenne muszle Spondylus i Dentalium, używane – według prof. W. M. Massona i prof. H. Todorowej – także jako ekwiwalent pieniężny. Muszle te służyły do wyrobu luksusowej biżuterii oraz kunsztownie wykonanych ozdób i wyszukanych strojów. Codzienna dieta ludności eneolitycznej obejmowała również produkty pochodzące z polowań i rybołówstwa. Naczynia ceramiczne wytwarzano ręcznie, bez użycia koła garncarskiego.
Ludność eneolityczna posiadała wiedzę metalurgiczną zarówno w zakresie obróbki złota, jak i miedzi. Wyrabiano ozdoby z malachitu, chalcedonu, serpentynitu i muszli, do czego wykorzystywano także materiały importowane.
Społeczeństwo miało hierarchiczną strukturę społeczną, składającą się z przywódców, wojowniczych młodzieńców i kapłanek. W tym czasie rozwinięte były kulty płodności, ognia, słońca i zmarłych. Tzw. „idole” – kobiece figurki o uproszczonej formie – były starannie wykonane i miały polerowaną powierzchnię. Na niektórych z nich znajdowały się wyryte znaki.
Na południe od porzuconej początkowej osady, na brzegu w miejscu zwanym „Niwata”, powstał największy znany na świecie prehistoryczny cmentarz (nekropola), w którym zlokalizowano ponad 1400 pochówków, z czego przebadano 1204 groby. Nekropola była używana przez ponad 1000 lat – od około 5500 do 3800 r. BC. Mężczyzn grzebano wyprostowanych na plecach z głową skierowaną na północ, a kobiety i dzieci w pozycji skurczonej, na boku. Wokół nich składano ozdoby, narzędzia, żywność, dary, naczynia oraz antropomorficzne figurki.
Na zachodnim brzegu jeziora, pomiędzy wyspą a nekropolą, w epoce protobrązu (około 3500–3400 r. BC), wzniesiono kilka kurhanów grobowych, tworzących razem cmentarzysko kurhanowe. Według niektórych badaczy, są one śladem początków zasiedlenia tych ziem przez Proto-Traków.
W okresie od ok. 3400 do 3000 r. BC klimat uległ znacznemu pogorszeniu, a poziom morza podniósł się o około 12–15 metrów, co w połączeniu z przypuszczalnymi najazdami plemion z północy i narastającymi nierównościami społecznymi doprowadziło do wyludnienia regionu i upadku eneolitycznej cywilizacji.

## Zabytki antyczne
W późnej epoce brązu, w XIII w. BC, oraz na początku epoki żelaza, na południowym stoku wyspy, poza tellową osadą, powstała ufortyfikowana tracka osada, dobrze zbadana przez archeologów. Jest to jedyny w pełni przebadany obiekt na Półwyspie Bałkańskim z okresu wojny trojańskiej, kiedy rozpoczyna się geneza trackiej wspólnoty plemiennej, której częścią byli Getowie zamieszkujący te tereny w starożytności.
- Inna podobna osada z późnej epoki brązu i wczesnej epoki żelaza została zlokalizowana w południowo-wschodnim krańcu wsi Durankulak, również w pobliżu jeziora. Nie została jeszcze przebadana.
- Na polach wokół jeziora znajduje się dziesiątki trackich kurhanów i innych antycznych obiektów. Zostały opisane podczas badań terenowych, ale dotąd nie zostały zbadane wykopaliskowo.
- Kolejny ważny zabytek na jeziornej wyspie pochodzi z IV w. BC- z początku epoki hellenistycznej. Na 26 m w głąb wapiennego masywu wykuto hellenistyczną świątynię jaskiniową tracko-frygijskiej Wielkiej Bogini Matki Kibele[4][5]. Jest to znana potężna Bogini Matka, występująca już jako Kybele – wariant przyjęty w Azji Mniejszej przez Traków, ich potomków oraz sąsiednie plemiona. Bogini ta była bardziej surowa i bliższa pierwotnym wyobrażeniom pokrewnym bałkańskim boginiom Bendida i Demeter. Ta imponująca rozmiarami świątynia nie ma analogii w Europie i jest jedynym znanym jej jaskiniowym sanktuarium na kontynencie. Na terenie dzisiejszej Bułgarii odkryto również najstarsze w Europie figurki kultowe tej bogini. Sanktuarium znajduje się wewnątrz krasowej niszy jaskiniowej, składającej się z dwóch równoległych pieczar nisko położonych względem poziomu jeziora, przekształconych w długi prostokąt podzielony przegrodą. Zostało odkryte przypadkowo, dopiero po usunięciu zawalonego sklepienia. Podczas wykopalisk odnaleziono: płytę wotywną bogini, kilka czarnofigurowych i czerwonofigurowych greckich kantharosów, fragmenty amfor, uchwyty z pieczęciami i inne artefakty. Świątynia Kybele znajduje się na południowym stoku Wielkiej Wyspy.
- Na zachodnim brzegu jeziora Durankulak odkryto i częściowo zbadano antyczną nekropolę z okresu hellenistycznego. Funkcjonowała ona przez około 700 lat – od III w. p.n.e. do IV w. n.e. Odkryto 41 grobowców o różnej typologii, architekturze i przynależności kulturowej. Wśród nich wyróżniają się grobowce-katakumby z późnej starożytności, charakterystyczne dla społeczności scyto-sarmackiej. Znaleziono tam wiele cennych pochówków z brązowymi ozdobami i bogatymi darami.
- W rejonie „Katmera” (Patkarnika) nad jeziorem Durankulak znajduje się jeszcze jedna niezbadana późnoantyczna osada. Nie jest wykluczone, że w pewnym okresie była ona zamieszkana nie tylko przez Traków, ale również przez Sarmatów, a jej mieszkańcy mogli korzystać ze wspomnianej wcześniej antycznej nekropoli[6].

## Socjalizacja
Obecnie Wielka Wyspa koło Durankulaku funkcjonuje jako swoiste muzeum na otwartym powietrzu. Na jej terenie wyeksponowane są zrekonstruowane i zakonserwowane struktury z różnych epok — budynki z epoki eneolitu, wczesnego średniowiecza, hellenistyczna jaskiniowa świątynia bogini Kybele oraz inne obiekty będące częścią bogatego dziedzictwa kulturowo-historycznego regionu. Powstała nowoczesna infrastruktura turystyczna. Obiekt posiada parking, kasę biletową oraz centrum dla zwiedzających, w którym znajduje się wystawa plakatowa, animacja 3D i witryny z replikami ważnych znalezisk archeologicznych.

Wyspa Wielka (Golemija Ostrov) w pobliżu wsi Durankulak. Infrastruktura turystyczna. Zdjęcie lotnicze. 2023
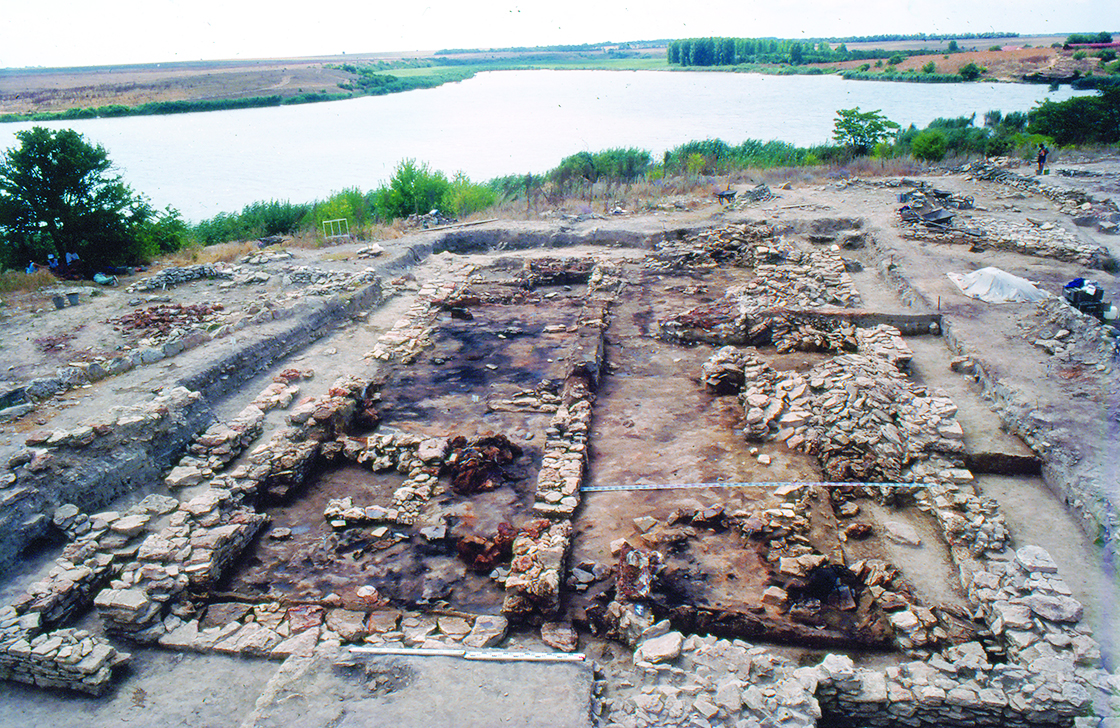
Autentyczny wygląd budynku nr 5/VII – kultura Hamangia IV, etap badań. Fotografia. 1997
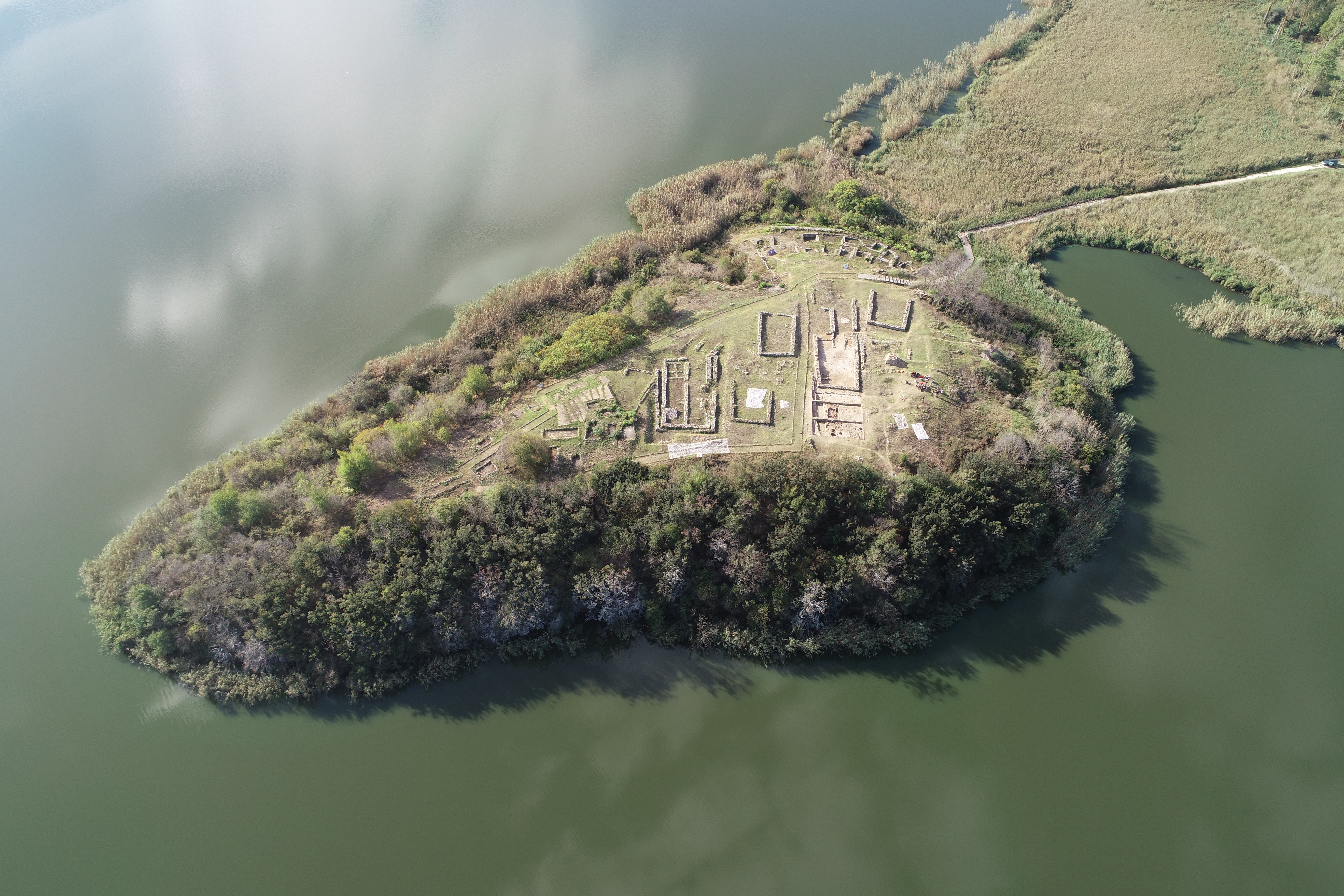
Wyspa Wielka (Golemija Ostrov) w pobliżu wsi Durankulak. Zdjęcie lotnicze. 2021
Vase ceramice eneolitice din satul Insula Mare (Golemja Ostrov) de lângă Durankulak (RIM-Dobrich)